# Clossiana chitralensis
Clossiana chitralensis är en fjärilsart som beskrevs av Moore 1900. Clossiana chitralensis ingår i släktet Clossiana och familjen praktfjärilar. Inga underarter finns listade i Catalogue of Life.